# Wildenhain (Großenhain)
Wildenhain ist ein Ortsteil der sächsischen Stadt Großenhain im Landkreis Meißen.

## Geografie und Verkehr
Der Ort liegt in der Großenhainer Pflege nordwestlich des Stadtgebiets. Die Bundesstraße 98 verläuft durch den Ort, zudem fließt durch Wildenhain die Große Röder. Eine Buslinie verbindet Wildenhain unter anderem mit Riesa, Nünchritz und Großenhain.

## Geschichte
In der Gemarkung wurden die ersten nachweisbaren Siedlungsreste aus der frühen Bronzezeit gefunden. Auch germanische Siedlungsreste wurden entdeckt. Das Dorf Wildenhain wurde vermutlich im Jahr 1189 erstmals urkundlich erwähnt. Gesichert ist die urkundliche Erwähnung im Jahr 1286, welche das Vorhandensein eines Dorfes und Rittersitzes bestätigt. In den Jahren 1530 und 1575 bis 1577 wütet im Ort die Pest. Im Dreißigjährigen Krieg wird 1635 die Brücke über die Große Röder zerstört und das Dorf 1637 von den Schweden gebrandschatzt. Am Ende des Krieges hat der Ort nur noch 8 Einwohner. 
Im Siebenjährigen Krieg kommt es am 17. November 1757 zu einem Reitergefecht zwischen Glaubitz und Wildenhain und zum Jahreswechsel 1759/60 zu Plünderungen durch die Truppen des preußischen Generales Friedrich August von Finck.
Am 23. April 1945 wird die Sprengung der Röderbrücke von zwei Einwohnern verhindert. Im Jahr 1958 kommt es zu einem Hochwasser der Röder, welches den Ort in Mitleidenschaft zieht.
Im Jahr 1970 wird die Röderbrücke neu gebaut. Am 1. März 1994 entsteht aus den Gemeinden Bauda, Colmnitz, Walda-Kleinthiemig und Wildenhain die neue Gemeinde Wildenhain.
Der Gemeinderat der Wildenhain stimmte in einer öffentlichen Sitzung am 17. Dezember 2007 mehrheitlich für die Auflösung der seit dem 1. Januar 2000 bestehenden Verwaltungsgemeinschaft mit Zabeltitz und für eine Eingemeindung nach Großenhain. Diese wurde zum 1. Oktober 2009 vollzogen.

## Söhne und Töchter
- Jürgen Türk (* 1947), von 1990 bis 2005 Mitglied des Deutschen Bundestages